# 大月峠
大月峠（おおつきとうげ）は、岩手県久慈市と同県下閉伊郡岩泉町を結ぶ岩手県道7号久慈岩泉線の峠。標高は542m。久慈市下戸鎖地区と岩泉町安家の元村を通り、昔は南部牛方が往来した峠であった。